# Hankumdo
El Hankumdo o Kumdo, es un arte marcial coreano dedicado al manejo de la espada. Sus técnicas están basadas en los caracteres del Hangul (alfabeto coreano). La espada recta, a diferencia del sable o  katana japonesa, no tiene tsuba (rodela, guarda, pieza para proteger la mano), la hoja tiene una forma más recta y la punta es más redondeada. Tiene un solo filo, lo que permite manejar la hoja con la mano por la parte posterior para realizar defensas.

## Historia
Este arte fue desarrollado por el maestro Myung Jae Nam. Su intención era el crear un arte marcial especializado en el manejo de la espada coreana que resultase asequible y fácil de aprender por cualquier persona.
El Hankumdo fue mostrado al público por primera vez durante la 3ª edición de los Juegos Internacionales de HKD en 1997.

## Significado
La palabra Hankumdo consta de tres sílabas:
- Han (한 / 韓): Coreano, relacionado con Corea.
- Kum (검 / 劍): espada.
- Do (도 / 道): Camino, arte.

Por tanto, Hankumdo podría traducirse como "El arte de manejo del sable coreano". Al igual que en el Hankido existen 24 técnicas que corresponden a cada una de las letras del alfabeto coreano.

## Características Generales
Las técnicas resultan muy fáciles de recordar para los practicantes coreanos, ya que los cortes realizados con la espada imitan los movimientos necesarios para trazar los caracteres del alfabeto coreano (Hangul).
Para los practicantes extranjeros es recomendable aprender previamente el sistema de escritura coreano. El Hangul es bastante fácil de aprender, y apenas una semana es suficiente para poder leer las sílabas más sencillas, por lo que los practicantes extranjeros pueden aprender Hankumdo tan fácilmente como los practicantes coreanos.
El hankumdo incluye, además de técnicas de corte con la espada, una gran variedad de técnicas como desarmes o técnicas de mano vacía.

## Técnicas
La base de todas las técnicas de Hankumdo es el Hangul. El Hangul está compuesto de 24 caracteres, 14 consonantes (자음 "Chaum") y 10 vocales (모음 "Moum"). Para escribir los caracteres con el sable se utilizan cuatro movimientos básicos:
- 1. Neryo Begui (내려베기) - Corte vertical descendente.
- 2. Biskyeo Begui (빗겨베기) - Corte diagonal hacia abajo.
- 3. Chirugi (찌르기) - Ataque frontal (literalmente pinchazo).
- 4. Makki (막기) - Defensa.

Las técnicas toman los nombres de los caracteres Hangul, al que se añade la palabra "Begui" (베기) que significa ataque. Así, el nombre de la primera técnica es Ki Yeok Begui (기역베기), ya que el nombre del primer carácter del alfabeto coreano (ㄱ, equivalente a sonido K o G) es Ki Yeok (기역).